# Стрибки у воду на літніх Олімпійських іграх 2020 — синхронний трамплін, 3 метри (жінки)
Змагання з синхронних стрибків у воду з трьохметрового трампліна серед жінок на літніх Олімпійських іграх 2020 відбулися 25 липня в Токійському центрі водних видів спорту. Це була 6-та поява цієї дисципліни на Олімпійських іграх. Її проводили на всіх Олімпіадах починаючи з 2000 року.

## Формат змагань
Змагання складаються з одного раунду. Кожна пара виконує по п'ять стрибків
Кожен з них має належати до п'яти різних груп (forward, back, reverse, inward, and twisting). Першим двом стрибкам дають фіксовану оцінку складності 2,0, незалежно від ступеню складності. Наступні стрибки мають свій ступінь складності в залежності від різних факторів. Згідно з методичним керівництвом FINA найскладніші стрибки мають оцінку 4,7 (reverse 4 1⁄2 somersault in pike position and back 4 1⁄2 somersault in pike position), але учасники можуть спробувати і складніші стрибки. Колегія з одинадцяти суддів оцінює стрибки, 5 - синхронність і по 3 - індивідуальну оцінку кожної зі стрибунок. Для кожного стрибка кожен суддя дає оцінку від 0 до 10 балів, з кроком 0,5. Верхня і нижня оцінки синхронності, а також верхня і нижня оцінки для кожної зі стрибунок, відкидаються. Решта п'ять балів підсумовуються і множаться на ступінь складності і на коефіцієнт 3⁄5. Це і є оцінка стрибка. Підсумкова оцінка є сумою оцінок усіх п'яти стрибків.

## Розклад
Вказано стандартний японський час (UTC+9).
| Дата           | Час   | Раунд |
| -------------- | ----- | ----- |
| 25 липень 2021 | 15:00 | Фінал |

## Результати
| Місце | Стрибунки                                | Країна                | Фінал     | Фінал     | Фінал     | Фінал     | Фінал     | Фінал  |
| Місце | Стрибунки                                | Країна                | Стрибок 1 | Стрибок 2 | Стрибок 3 | Стрибок 4 | Стрибок 5 | Очки   |
| ----- | ---------------------------------------- | --------------------- | --------- | --------- | --------- | --------- | --------- | ------ |
| 1     | Ши Тінмао Ван Хань                       | Китай (CHN)           | 49.80     | 49.80     | 75.60     | 74.70     | 76.50     | 326.40 |
| 2     | Дженніфер Абель Мелісса Сітріні-Больйо   | Канада (CAN)          | 47.40     | 45.00     | 67.50     | 70.68     | 70.20     | 300.78 |
| 3     | Лена Генчель Тіна Пунцель                | Німеччина (GER)       | 48.60     | 46.20     | 63.00     | 63.00     | 64.17     | 284.97 |
| 4     | Долорес Ернандес Монсон Кароліна Мендоса | Мексика (MEX)         | 44.40     | 46.20     | 61.20     | 57.60     | 65.70     | 275.10 |
| 5     | Харука Еномото Хадзукі Міямото           | Японія (JPN)          | 45.60     | 45.60     | 63.00     | 58.50     | 56.70     | 269.40 |
| 6     | Кетрін Торранс Грейс Рід                 | Велика Британія (GBR) | 46.80     | 50.40     | 61.20     | 50.40     | 60.30     | 269.10 |
| 7     | Елена Бертоккі К'яра Пеллакані           | Італія (ITA)          | 49.20     | 48.00     | 63.00     | 61.38     | 45.90     | 267.48 |
| 8     | Елісон Гібсон Кріста Палмер              | США (USA)             | 49.20     | 50.40     | 54.90     | 43.71     | 65.28     | 263.49 |